# Wolfgang Niederhöfer

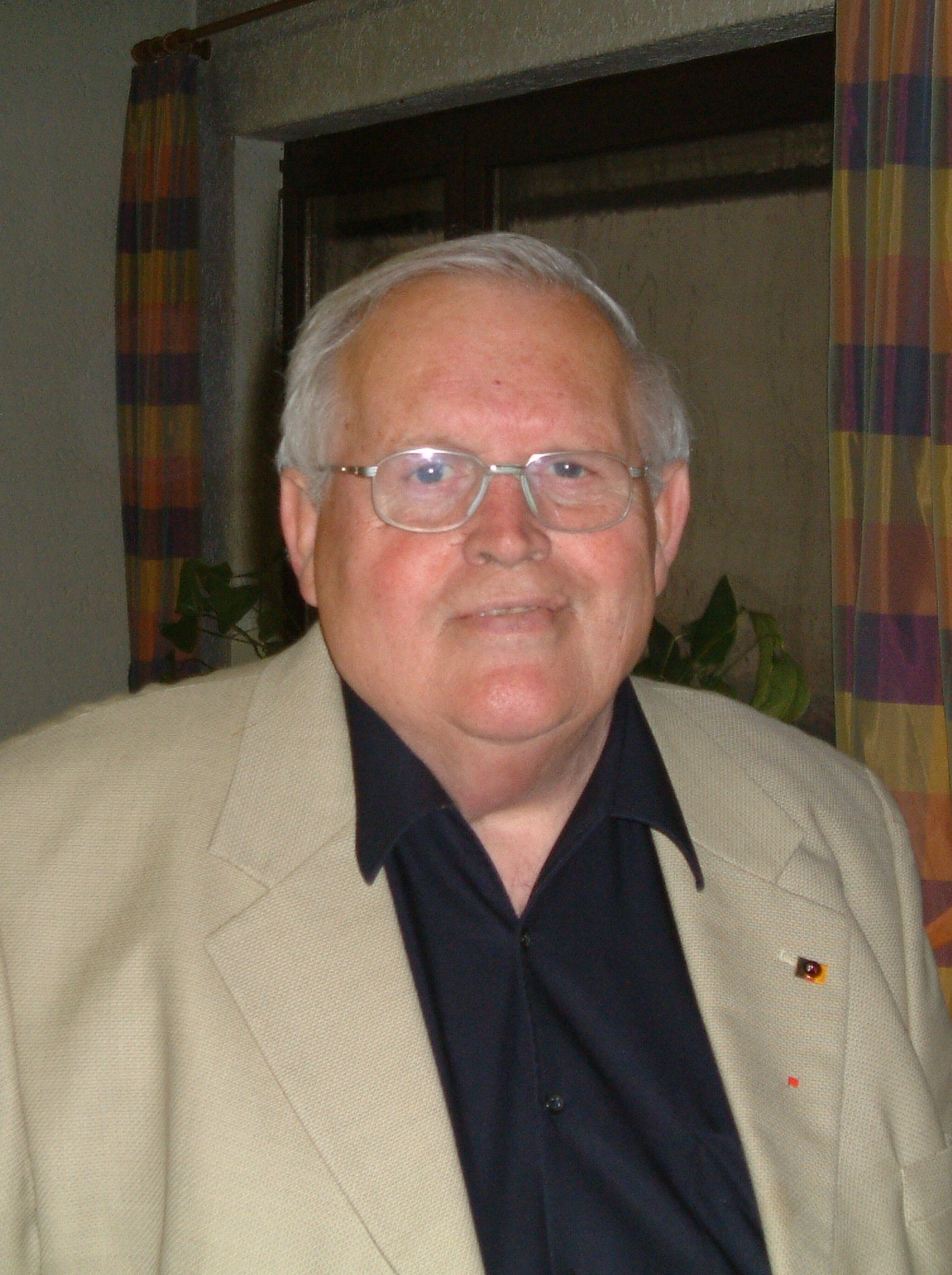
Wolfgang Niederhöfer 2007 bei der von der SPD ausgerichteten Feier seines 75. Geburtstags

Wolfgang Niederhöfer (* 16. April 1932 in Kleinkarlbach; † 2. Dezember 2017) war ein deutscher Heimatforscher und Mühlenexperte, der sich auch einen Namen machte als Lokal- und Regionalpolitiker der SPD. Zudem war er noch bis ins hohe Alter in der Seniorenpolitik des Landes Rheinland-Pfalz aktiv.

## Leben
Während seines Berufslebens arbeitete Niederhöfer als Starkstromelektriker beim Chemiekonzern BASF in Ludwigshafen. Er lebte in seinem pfälzischen Geburtsort Kleinkarlbach und war Vater von vier Kindern. Sohn Reinhold, wie sein Vater SPD-Mitglied, war in der Verbandsgemeinde Grünstadt-Land, die am 1. Januar 2018 in der neu gebildeten Verbandsgemeinde Leiningerland aufging, von 2010 bis zum 31. Dezember 2017 Bürgermeister.

## Bedeutung

### Heimatgeschichte

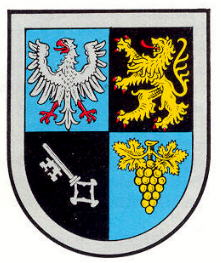
Wappen der VG Grünstadt-Land

Im Auftrag seiner Heimatgemeinde zeichnete Niederhöfer für die Präsentation der Ortsgeschichte im Internet verantwortlich. In seiner Funktion als Archivar des im Nachbarort ansässigen Heimat- und Kulturvereins Neuleiningen wirkte er an der Erstellung zahlreicher Gemeindechroniken der Gegend mit. Beim Heimatjahrbuch des Landkreises Bad Dürkheim zählte er zu den regelmäßigen Autoren.
Im Landesarchiv Speyer sichtete Niederhöfer historische Dokumente und Urkataster und wertete die Daten wissenschaftlich aus. Lange Jahre beschäftigte er sich mit den Wappen der Ortsgemeinden des pfälzischen Leiningerlands. Die erworbenen Kenntnisse ermöglichten ihm in den 1970er Jahren, Vorlagen für das Wappen der damals neuen Verbandsgemeinde Grünstadt-Land zu erstellen.

### Regionale Kultur

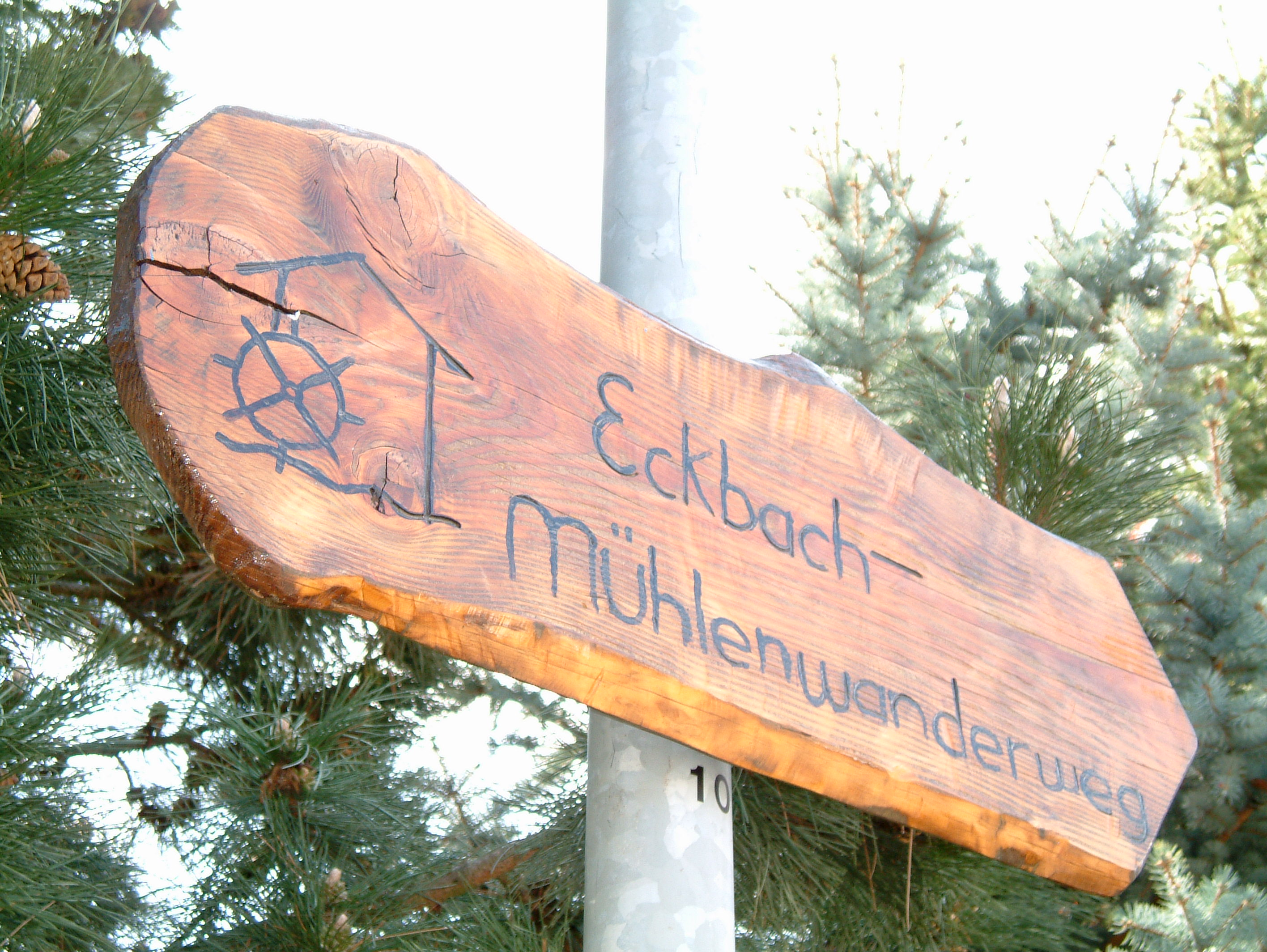
Wegweiser am Eckbach-Mühlenwanderweg mit dem Logo

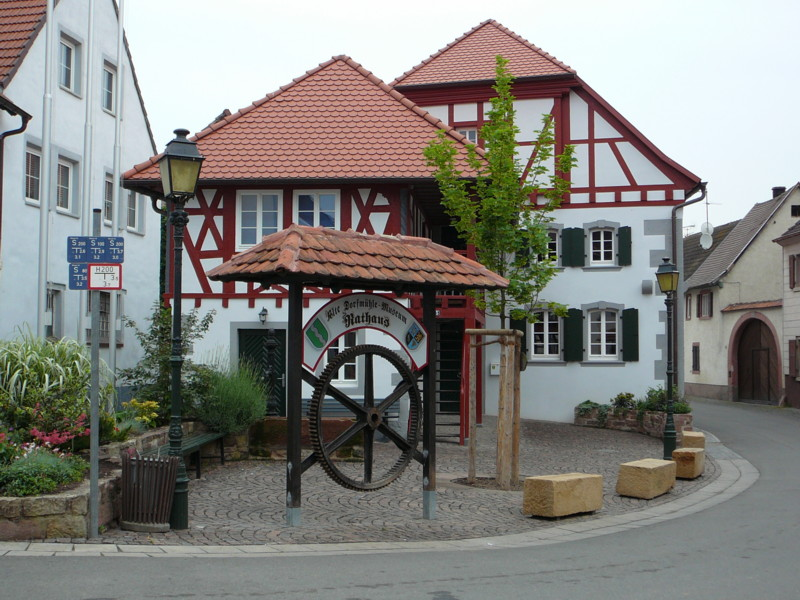
Dorfmühle Großkarlbach, das Mühlenmuseum

Als Mitglied der Deutschen Gesellschaft für Mühlenkunde und Mühlenerhaltung (DGM) setzte sich Niederhöfer vor allem für den Fortbestand der 23 noch ganz oder teilweise erhaltenen Mühlen am Eckbach im Leiningerland ein.
In jahrelangen Verhandlungen mit den Verbandsgemeinden Grünstadt-Land und Hettenleidelheim, die 2018 zur neuen Verbandsgemeinde Leiningerland fusionierten, erreichte er, dass der Eckbach-Mühlenwanderweg eingerichtet und am 12. Oktober 1997 durch den damaligen rheinland-pfälzischen Ministerpräsidenten Kurt Beck eingeweiht wurde. Bis ins Alter veranstaltete Niederhöfer regelmäßig Führungen auf dem Wanderweg. Bei diesen Gelegenheiten trug er das Festgedicht des Mundartpoeten Albert H. Keil von der Einweihung 1997 gerne im Wortlaut vor.
Das Logo des Wanderwegs besteht aus einem stilisierten Gebäude, das durch die Silhouette eines Mühlrads typisiert wird; die darunter liegende Wellenlinie symbolisiert den Eckbach. Das Logo, das die hölzernen, von Hand gefertigten Hinweisschilder kennzeichnet, stammt aus einem Schülerwettbewerb. Diesen hatte Niederhöfer 1996 angestoßen, und das Motiv hatte Cosmas Kösters aus Kirchheim entworfen. In einem etwa 50-seitigen Handbuch hielt Niederhöfer die Historie der Eckbachmühlen fest.
Knapp zehn Jahre nach der Schaffung des Wanderwegs, am 22. Juni 2007, wurde die auf Niederhöfers Initiative restaurierte Dorfmühle in Großkarlbach durch den damaligen rheinland-pfälzischen Innenminister Karl Peter Bruch eröffnet und als Mühlenmuseum Leiningerland in Betrieb genommen. In einem Teil des Gebäudes wurden auch Räume für die Gemeindeverwaltung und ein Sitzungszimmer eingerichtet.

### Politik

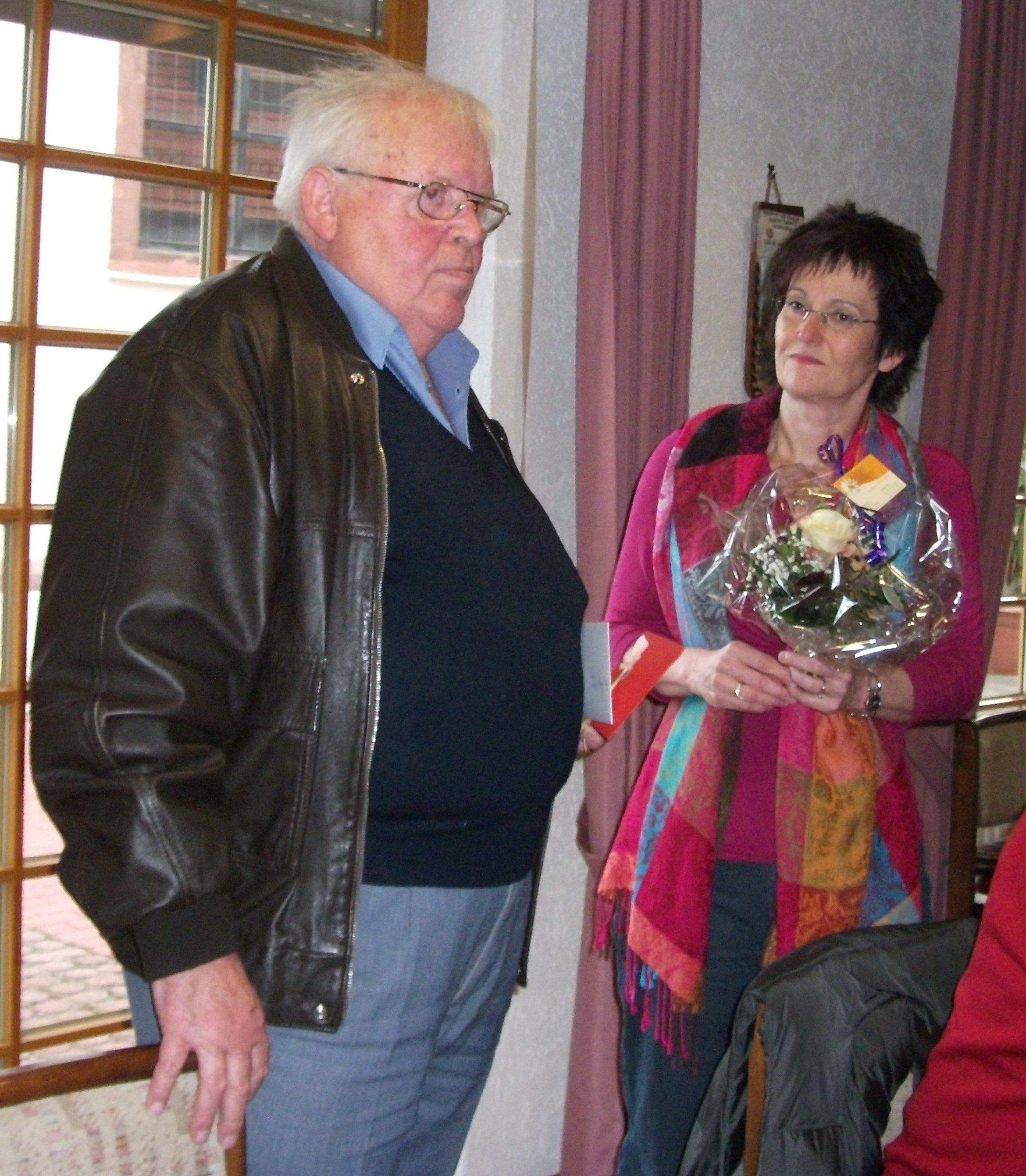
Wolfgang Niederhöfer 2012 bei der Gratulation zum 80. Geburtstag durch Silke Limberg (SPD Grünstadt-Land)

Niederhöfer wurde schon früh SPD-Mitglied und war von 1972 bis 1987 Vorsitzender des SPD-Ortsvereins Kleinkarlbach. Er vertrat seine Partei als gewähltes Ratsmitglied jahrelang in seinem Wohnort sowie von 1974 bis 1994 auch in der Verbandsgemeinde Grünstadt-Land.
Innerparteilich wurde Niederhöfer bis auf die Landesebene bekannt durch sein Engagement in der Arbeitsgemeinschaft 60 plus der SPD. Als er sich 2011 als 79-Jähriger aus Krankheitsgründen aus seinen Ämtern in der AG zurückzog, betraf dies die Funktionen als deren Vorsitzender im SPD-Unterbezirk Neustadt an der Weinstraße, als stellvertretender Vorsitzender im Regionalverband Pfalz sowie als Vorstandsmitglied im Landesverband Rheinland-Pfalz, den er auch mitbegründet hatte.
Außerhalb der Parteiarbeit war Niederhöfer am 24. September 1997 einer der Gründungsväter des Seniorenbeirats Grünstadt-Land e. V. und fungierte in den ersten Jahren als 2. Vorsitzender sowie als Ansprechpartner für Politik und Medien. In den Monaten vor seinem Tod betätigte sich auch noch an den Vorarbeiten zur Ausdehnung des Vereins als Seniorenbeirat Leiningerland e. V. auf die neue Verbandsgemeinde. Das vom Verein seit Dezember 1997 herausgegebene Periodikum „Spätlese“, eine Zeitung von Senioren für Senioren, geht maßgeblich auf sein Betreiben zurück.

## Ehrungen
- Verdienstmedaille des Landes Rheinland-Pfalz[4]
- Ehrennadel des Landes Rheinland-Pfalz[4]
- Willy-Brandt-Medaille der SPD[11]
- Ehrenmedaille des SPD-Landesverbandes Rheinland-Pfalz[9]
- Buchporträt von Kurt Beck, dem damaligen Ministerpräsidenten von Rheinland-Pfalz, mit dessen eigenhändiger Widmung zum 75. Geburtstag[9]

## Publikationen
- Wolfgang Niederhöfer und Verbandsgemeinde Grünstadt-Land (Hrsg.): Festschrift zur Eröffnung des Mühlenwanderweges. Kleinkarlbach und Grünstadt 1997.
- Wolfgang Niederhöfer und Erwin Martin: Großkarlbach am Eckbach-Mühlenwanderweg. In: Erwin Martin (Hrsg.): Pfälzische Dorfgeschichte. Walter E. Keller Verlag, Treuchtlingen 1998, ISBN 3-924828-95-4, S. 43–65.
- Wolfgang Niederhöfer: Die Triebwerke entlang des Eckbach-Mühlenwanderweges in der Verbandsgemeinde Grünstadt-Land. 2. Auflage. Kleinkarlbach 1999.
- Verbandsgemeinde Hettenleidelheim (Hrsg.): Das Wandern ist des Müllers Lust… (mit fünf Beiträgen von Wolfgang Niederhöfer). Hettenleidelheim 1999.